# Костоперска карпа
Костоперската карпа или Жеглиговският камен (на македонска литературна норма: Костоперска Карпа, Жеглиговски Камен) е внушителна базалтова скала от вулканичен произход, разположена в околностите на село Младо Нагоричане, Кумановско, където е съществувало селище през Енеолита (IV-III хилядолетие пр. Хр.), което е било разположено на възвишението на самата скалата, на 9 km източно от град Куманово. През Средновековието около Костоперска карпа са били изградени 12 църкви, от които днес са останали само две - „Свети Георги“ (1406/7 година) и „Света Петка“ (изписана в 1628 година), а „Свети Никола“, „Свети Врачи“, „Свети Архангел“ и „Света Богородица“ са в руини. Поради това местността е била наричана Малката Света гора.

## Местоположение
Костоперската карпа е разположена в югозападната периферия на Младо Нагоричане и доминира над околиността на много километри до Пчиня на изток. На север от нея има още една базалтова грамада. Скалата отгоре е заравнена и е обкръжена с вертикални страни, високи 12—20 m. Покрай нея минава главният път Скопие-Кюстендил, в античността Скупи-Пауталия, а на 1 km източно оттука с него се слива старият път от Ниш и Враня на север към Овче поле и Щип на юг. Поради извънредната стратегическа позиция на скалата и природната ѝ укрепеност на това място съществува укрепено селище от предисторисческата епоха и военна крепост в Късната античност, която контролира двата пътя.

## Разкопки
В 1983 година са организирани малки по мащаб, спасителни разкопки, по време на които са открити и проучени шест гроба от първата половина на IV век пр. Хр. Въз основа на тези находки, и с цел да се съберат стратиграфски данни, в 1987 година са извършени нови разкопки. Резултатите от тях, потвърждават, че на възвишението е просъществувало голямо селище.
През пролетта на 2015 година от Археологическия музей в Куманово стартират проект за ново археологическо проучване на обекта. Научен ръководител на разкопките е Драгана Младеновик от Саутхемптънския университет, а в екипа са включени учени от Оксфордския и Единбургския университет.

## Праистория

### Енеолит
Най-богатият археологически материал е разкрит на най-високата част на скалното възвишение – така наречения акропол, тоест тази част от платото, която е естествено защитена от особеностите на релефа. Културните пластове достигат дебелина над 2 m, като най-старите останки произхождат от Енеолита. Според археологическите изследвания, тук е имало енеолитно селище, от което е разкрит богат археологически материал – най-вече керамични фрагменти от много добре изработени съдове (завършени в своята графитна техника и геометрични мотиви), както и дребни пластики, каменни инструменти, животински кости и други.

### Желязна епоха
В южния край на скалната тераса са открити фрагменти от съдове, датирани от Желязната епоха.

## Античност

### Ранна античност
В Ранната античност (V-VI век пр. Хр.) на южния склон на възвишението е изградено ново селище, което е изоставено през III век пр. Хр. Сондажите на акропола са богати на керамични фрагменти от елинистическа керамика. Животът на това място е възобновен през Римската епоха. От този период археолозите са разкрили римски гробници.

### Късна античност
Най-многобройни са находките от късноантичната епоха (IV-VI век). В този период е изградена нова крепостна стена от 150 х 90 m. Достъпът е от южния край, който е унищожен по-късно от добива на базалт. На върха на платото е изградена раннохристиянска базилика, вероятно изградена в V век и разкопана в 1983-1986 година. При разкопките е разкрито и подземно съоръжение в южното подножие, интерпретирано като щерна за вода, което се състои от две помещения и коридор за достъп. Двете цистерни са наполовина разрушени и датират от VI век.
Открити са много малки находки от метал и керамика, над стотина монети от III до VI век. В югоизточното подножие е открито едно подземно светилище (хипогеум), всечено в скалата, а по склона се простирало неукрепено селище от същото време. В северното подножие са открити гробове.

## Средновековие
От Средновековието е открита византийска изписана керамика от XII - XIV век, славянска огнищна керамика, върхове на стрели със средновековна форма и други. Върху раннохристиянската базилика в X - XI век е изградена нова църква, обхващаща само средния кораб, а южно и западно от нея са открити гробове с накити от X - XIII век.
От някогашните средновековни църкви в близост до скалата, са разкрити основите на „Свети Врачи“ и „Свети Никола“, а „Свети Георги“ и „Света Петка“ са датирани в след византийския период (XVII-XVIII век).
На склона източно и южно от карпата, на площ от 2—3 ha, се срещат следи от неукрепено подградие (варош), датирано с късносредновековната керамика, турски акчета и други. На 1,5 km северно е църквата „Свети Георги“. От османската епоха са открити и фрагменти от боядисани в жълто и зелено керамични съдове.
Според народните предания това е бил град Жеглигово. Значението на крепостта нараства при войните на Византия с България, а след това и със Сърбия в XIII век, когато северната граница на империя се задържа за известно време в този район. Жеглигово е регионално средище в XIII - XIV век. Името се пази както в името на археологическия обект - Жеглиговски камен, така и в името на Кумановската област Жеглигово. От XV век нататък османските документи сочат Нагорич като село и център на нахията.